# William Bacon Wright
William Bacon Wright (* 4. Juli 1830 in Columbus, Georgia; † 10. August 1895 in San Antonio, Texas) war ein US-amerikanischer Jurist und als Politiker sowohl für die Vereinigten Staaten als auch für Konföderierten Staaten tätig. Er gehörte der Demokratischen Partei an. Ferner diente er als Offizier in der Konföderiertenarmee.

## Werdegang
William Bacon Wright, Sohn von John Wright und Angehöriger von George Walton (1741–1804), einem Unterzeichner der Unabhängigkeitserklärung, wurde ungefähr sieben Jahre vor Beginn der Wirtschaftskrise von 1837 im Muscogee County geboren. Über seine Jugendjahre ist nichts bekannt. Gemäß seiner Todesanzeige in der San Antonio Daily Express graduierte er im Alter von 17 Jahren an der Princeton University, allerdings existieren keine Aufzeichnungen über seinen Besuch dort. Nach dem Erhalt seiner Zulassung als Anwalt eröffnete er 1849 eine eigne Anwaltspraxis in Georgia. Für eine kurze Zeit lebte er dann in Eufaula (Alabama), bevor er 1854 nach Texas zog. Er eröffnete eine eigne Anwaltspraxis in Paris (Lamar County), wo er einer der herausragendsten Staatsanwälte wurde. 1857 war er Mitbegründer einer Academy für Jungen in Paris.
Bei der Präsidentschaftswahl von 1860 fungierte er als demokratischer Ersatzwahlmann. Im Dezember 1860 ernannte man ihn zum Vorsitzenden im Ausschuss, welcher einen Plan betreffen einer Sezession des Staates ausarbeiten sollte. Im November 1861 wurde er für den sechsten Wahlbezirk von Texas in den ersten Konföderiertenkongress gewählt, wo er vom 18. Februar 1862 bis zum 17. Februar 1864 tätig war. Während seiner Zeit dort saß er in dem Committee on Patents, dem Committee on Claims, dem Committee on Enrolled Bills und dem Committee on Indian Affairs. Obwohl er ein Gegner der Steuerpolitik war, unterstützte er im Allgemeinen die Politik der Jefferson Davis (1808–1889) Administration. Sein bedeutendster Beitrag zu konföderierten Gesetzgebung war die Freistellung aller Wehrpflichtigen in den Milizen im Grenzschutz und aller eingesetzten Sklaven im Getreideanbau vor der Zwangsrekrutierung. Bei seiner Wiederwahlkandidatur 1864 erlitt er eine Niederlage gegenüber Simpson Harris Morgan (1821–1864). Den Rest des Bürgerkrieges diente er dann als Major im Stab von General Edmund Kirby Smith (1824–1893) im Quartermaster Corps.
Nach dem Ende des Krieges nahm er für eine kurze Zeit in Clarksville (Red River County) seine Tätigkeit als Jurist wieder auf, bevor er 1873 nach Paris zurückkehrte. Während seiner Zeit dort soll er bei 93 Mordprozessen die Anklage vertreten haben, ohne einen einzigen zu verlieren. Er blieb weiterhin in der Politik aktiv. Bei der Verfassunggebenden Versammlung von Texas 1875 saß er im Judiciary Committee. 1885 zog Wright nach San Antonio (Bexar County), wo er im Bankwesen tätig war, als er 1895 verstarb. Er wurde dort auf dem Dignowity Cemetery beigesetzt.

## Familie
Wright war zweimal verheiratet. Er heiratete 1849 eine Miss Greer aus Georgia. Das Paar hatte vier Kinder. Nach dem Tod seiner ersten Ehefrau heiratete er 1868 Pink Gates aus Mississippi. Das Paar bekam sechs Kinder.